# 马朗 (加来海峡省)
马朗（法語：Marant，法語發音：[maʁɑ̃]）是法国加来海峡省的一个市镇，属于蒙特勒伊区。

## 地理
马朗（50°27'59"N, 1°50'42"E）面积3.88 平方千米，位于法国上法蘭西大區加来海峡省，该省份为法国北部沿海省份，西北濒北海，南至索姆省，东临北部省。
与马朗接壤的市镇（或旧市镇、城区）包括：艾克斯昂伊萨尔、马朗拉、康什河畔马尔勒、讷维尔苏蒙特勒伊。

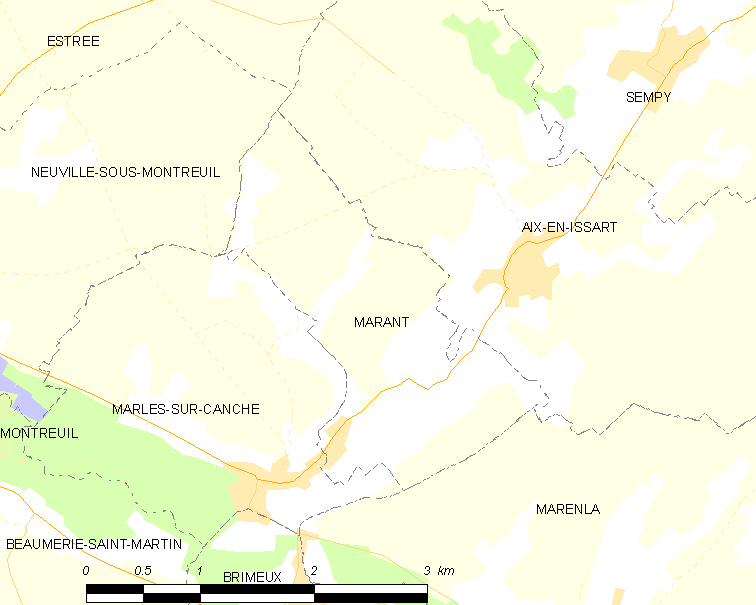
的OSM定位图

马朗的时区为UTC+01:00、UTC+02:00（夏令时）。

## 行政
马朗的邮政编码为62170，INSEE市镇编码为62547。

## 政治
马朗所属的省级选区为欧克西堡县。

## 人口

1962-2008年间人口变化图示

马朗于2022年1月1日时的人口数量为69人。